# ووردسمث
ووردسمث أو أدوات ووردسمث WordSmith باختصار تعني مصنع الكلمات وهي حقيبة برامجيات للغويين، على وجه الخصوص للعاملين في مجال لغويات المتون. وهي مجموعة من وحدات البحث عن الأنماط في اللغة. البرنامج أيضا متوفر بعدة لغات.

## التطوير
مجموعة البرنامج تم تطويره من قبل اللغوي البريطاني مايك سكوت في جامعة ليفربول وصدر الإصدار 1.0 منه في عام 1996. وساهم فيه أيضاً مايك سكوت في عام 1993 لإنتاج أول برنامج للكشف السياقي (concordance) برنامج «مايكرو كونكورد». الإصدارات 1.0 من خلال 4.0 تم بيعها حصريا من قبل،]سميث من بريطانيا مطبعة جامعة أكسفورد. الإصدار الحالي يباع ترخيصه عبر الإنترنت بحوالي 50 مليون جنيه إسترليني للمستخدم الواحد.

## الوظيفة والتطبيقات
المجالات الأساسية من حزمة البرنامج تتضمن ثلاث وحدات:
- كونكورد ويتم استخدامها لإنشاء فهارس، عدد مرات البحث داخل متن النص المحدد بشكل مسبق.
- قوائم الكلمات جميع الكلمات التي تم تضمينها في متن محدد.  والبيانات الإحصائية من النصوص الأخرى.
- الكلمات المفتاحية إنشاء قائمة لمجموعة من الكلمات المفتاحية بحسب معايير احصائية معينة.

## وصلات خارجية
- موقع البرنامج
- دليل خطوة بخطوة لأدوات WordSmith 6.0